# Fiorucci
Fiorucci é uma etiqueta de moda italiana fundada por Elio Fiorucci em 1967.
A primeira de suas lojas oferecia uma moda influenciada pelos estilos exportados da Inglaterra da Swinging London e pela moda clássica norte-americana das T-shirts e dos jeans. Mas pelo fim da década de 1970 e começo da década seguinte, esta influência mudou, com a loja Fiorucci de Nova York tornando-se famosa pela moda que introduziu nos Estados Unidos. Conhecida como o 'Studio 54 do dia', ela atraía ícones da cena cultural nova-iorquina de vanguarda como Andy Warhol e a então iniciante Madonna.
Como etiqueta líder da globalização da moda, ela sacudiu o mundo apresentando a um mercado de massa afluente tanto as tangas do Brasil como os casacos do Afeganistão. A etiqueta popularizou a camuflagem a as peles de leopardo na estampa das roupas, antes de inventar o jeans-stretch, que criou um novo mercado feminino para a tradicional calça americana. Suas peças de propaganda tornaram-se ícones da época, geralmente mostrando nádegas femininas cobertas com jeans colados à pele, emolduradas por seu logo, que mostra dois pequenos anjos ao estilo de querubins de  Rafael.
Entretanto, a má gerência da marca levou a sua insolvência em 1989; desde então sua propriedade vem sendo alvo de batalhas judiciais e relançamentos esporádicos dela não tem causado impacto.